# Președintele Universității Harvard
Președintele Universității Harvard este administratorul șef al Universității Harvard și președintele din din oficiu al corporației Harvard. Fiecare este numit de către și răspunde în fața celorlalți membri ai acestei organizații, care delegă președintelui funcționarea de zi cu zi a universității.
Actualul președinte interimar al Universității Harvard este Alan Garber⁠(d), după ce a fost pus în funcție la 2 ianuarie 2024, în urma demisiei lui Claudine Gay⁠(d).

## Rolul
Președintele joacă un rol important în planificarea și întocmirea strategiei la nivelul universității. Fiecare președinte are rolul de a numi decanul unei facultăți (și, de la înființarea funcției în 1994, îl numește pe rectorul universității) și acordă titularizare profesorilor recomandați; cu toate acestea, se așteaptă ca președintele să ia astfel de decizii după ce se consultă îndelung cu membrii facultății.
Recent însă, această funcție a devenit din ce în ce mai administrativă, mai ales că campaniile de strângere de fonduri au căpătat o importanță fundamentală în instituții mari precum Harvard. Unii au criticat această tendință în măsura în care l-a împiedicat pe președinte să se concentreze pe probleme de fond din învățământul superior. 
Fiecare președinte este profesor într-un departament al universității și predă din când în când.
Universitatea are în grijă o reședință oficială pentru președinte, care până în 1971 a fost Casa Președintelui și de atunci este Elmwood . 

## Influența
În mod tradițional, președinții de la Harvard au avut influență asupra practicilor educaționale la nivel național. Charles W. Eliot, de exemplu, a inițiat cunoscutul sistem american al unui număr mare de cursuri opționale disponibile fiecărui student; James B. Conant a lucrat la introducerea testelor standardizate; Derek Bok și Neil L. Rudenstine au susținut continuu importanța diversității în învățământul superior.

## Istoria
În momentul fondării Universității Harvard, aceasta era condusă de un „dascăl”, Nathaniel Eaton . În 1640, când Henry Dunster a fost adus în cadrul universității, a adoptat titlul de președinte. De când Harvard a fost fondat pentru formarea clerului puritan și chiar în momentul în care misiunea sa a fost extinsă, aproape toți președinții de până la sfârșitul secolului al XVIII-lea au fost membri ai ordinelor sfinte.
Toți președinții, de la Leonard Hoar în 1672 până la Nathan Pusey în 1971 au fost absolvenți ai Colegiului Harvard . Dintre președinții de la Pusey, aproape toți au obținut o diplomă de licență la Harvard. Singura excepție a fost Drew Gilpin Faust, care a fost primul președinte din secolul al XVII-lea fără nici un fel de diplomă de la Harvard.

## Președinții de la Harvard
| No. | Poză | Președinți              | Perioada mandatului                                   | Durata                                                                                             | Note |
| --- | ---- | ----------------------- | ----------------------------------------------------- | -------------------------------------------------------------------------------------------------- | --- |
| –   |      | Nathaniel Eaton         | 1637–1639                                             | 2 ani                                                                                              | Numit „dascălul" Colegiului Harvard |
| 1   |      | Henry Dunster           | 1640–1654                                             | 14 ani, 1 lună și 27 zile                                                                          | |
| 2   |      | Charles Chauncy         | 1654–1672                                             | 17 ani, 3 luni și 17 zile                                                                          | |
| 3   |      | Leonard Hoar            | 1672–1675                                             | 2 ani, 3 luni și 5 zile                                                                            | |
| 4   |      | Urian Oakes             | 1675–1680 (provizoriu); 1680–1681                     | 6 ani, 3 luni și 18 zile (total); 4 ani, 9 luni și 26 zile (provizoriu); 1 an, 5 luni și 23 zile   | [ 4 ] |
| 5   |      | John Rogers             | 1682–1684                                             | 2 ani, 3 luni și 2 zile                                                                            | [ 5 ] [ 6 ] |
| 6   |      | Increase Mather         | 1685–1686 (provizoriu); 1686–1692 (rector); 1692–1701 | 16 ani și 18 zile (total); 1 an și 12 zile (provizoriu); 6 ani și 4 zile (rector); 9 ani și 2 zile | [ 7 ] |
| –   |      | Samuel Willard          | 1701–1707 (provizoriu)                                | 6 ani și 6 zile                                                                                    | [ 8 ] |
| 7   |      | John Leverett           | 1708–1724                                             | 16 ani, 3 luni și 19 zile                                                                          | Primul avocat și jurist care a ocupat funcția de președinte. |
| 8   |      | Benjamin Wadsworth      | 1725–1737                                             | 11 ani, 8 luni și 9 zile                                                                           | [ 6 ] |
| 9   |      | Edward Holyoke          | 1737–1769                                             | 32 ani                                                                                             | La 79 de ani, cel mai bătrân dintre președinți. |
| –   |      | John Winthrop           | 1769 (provizoriu)                                     | | A refuzat președinția permanentă pe motivul vârstei înaintate. |
| 10  |      | Samuel Locke            | 1770–1773                                             | 3 ani, 6 luni și 10 zile                                                                           | [ 10 ] |
| –   |      | John Winthrop           | 1773–1774 (provizoriu)                                | | A refuzat președinția permanentă pe motivul vârstei înaintate. |
| 11  |      | Samuel Langdon          | 1774–1780                                             | 6 ani, 1 lună și 12 zile                                                                           | [ 11 ] |
| –   |      | Edward Wigglesworth     | 1780–1781 (provizoriu)                                | | |
| 12  |      | Joseph Willard          | 1781–1804                                             | 23 ani și 20 zile                                                                                  | [ 12 ] |
| –   |      | Eliphalet Pearson       | 1804–1806 (provizoriu)                                | | |
| 13  |      | Samuel Webber           | 1806–1810                                             | 4 ani, 2 luni și 11 zile                                                                           | [ 13 ] |
| –   |      | Henry Ware              | 1810 (provizoriu)                                     | | A ocupat funcția de președinte provizoriu după moartea lui Webber. |
| 14  |      | John Thornton Kirkland  | 1810–1828                                             | | |
| –   |      | Henry Ware              | 1828-1829 (provizoriu)                                | | A ocupat funcția de președinte provizoriu după ce Kirkland a demisionat. |
| 15  |      | Josiah Quincy III       | 1829–1845                                             | 16 ani, 6 luni și 29 zile                                                                          | [ 14 ] |
| 16  |      | Edward Everett          | 1846–1848                                             | 2 ani, 11 luni și 27 zile                                                                          | [ 15 ] |
| 17  |      | Jared Sparks            | 1849–1853                                             | 4 ani și 9 zile                                                                                    | [ 16 ] |
| 18  |      | James Walker            | 1853–1860                                             | 6 ani, 11 luni și 16 zile                                                                          | [ 17 ] |
| 19  |      | Cornelius Conway Felton | 1860–1862                                             | 2 ani și 10 zile                                                                                   | [ 18 ] |
| –   |      | Andrew Preston Peabody  | 1862 (provizoriu)                                     | | A ocupat o funcție provizorie după moartea lui Felton. |
| 20  |      | Thomas Hill             | 1862–1868                                             | 5 ani, 11 luni și 24 zile                                                                          | [ 19 ] |
| –   |      | Andrew Preston Peabody  | 1868-1869 (provizoriu)                                | | A exercitat funcția în mod provizoriu după demisia lui Hill din cauza unei boli. |
| 21  |      | Charles William Eliot   | 1869–1909                                             | 40 ani, 2 luni și 7 zile                                                                           | La 35 de ani, cel mai tânăr președinte. Cel mai lung mandat (40 de ani). Pentru o parte a anilor 1900-1901 și 1905, Henry Pickering Walcott a ocupat funcția de președinte provizoriu în timp ce Eliot era în vacanță. |
| 22  |      | A. Lawrence Lowell      | 1909–1933                                             | 24 ani, 1 lună și 2 zile                                                                           | [ 26 ] [ 27 ] |
| 23  |      | James B. Conant         | 1933–1953                                             | 19 ani, 6 luni și 22 zile                                                                          | [ 28 ] |
| 24  |      | Nathan Pusey            | 1953–1971                                             | 18 ani și 29 zile                                                                                  | [ 29 ] |
| 25  |      | Derek Bok               | 1971–1991                                             | 19 ani, 11 luni și 29 zile                                                                         | Henry Rosovsky a ocupat funcția de președinte provizoriu în 1984 și 1987, atunci când Bok călătorea și își lua scurte perioade sabatice.                                                                               |
| 26  |      | Neil Rudenstine         | 1991–2001                                             | 9 ani, 11 luni și 29 zile                                                                          | Rectorul Albert Carnesale a fost președinte provizoriu timp de trei luni, din noiembrie 1994 până în februarie 1995, în timpul concediului medical al lui Rudenstine.                                                  |
| 27  |      | Lawrence Summers        | 2001–2006                                             | 4 ani, 11 luni și 29 zile                                                                          | Primul președinte evreu. |
| –   |      | Derek Bok               | 2006–2007 (interimar)                                 | 11 luni și 29 zile                                                                                 | [ 40 ] [ 41 ] |
| 28  |      | Drew Gilpin Faust       | 2007–2018                                             | 10 ani, 11 luni și 29 zile                                                                         | Primul președinte femeie. |
| 29  |      | Lawrence Bacow          | 2018–2023                                             | 4 ani, 11 luni și 29 zile                                                                          | [ 41 ] [ 43 ] |
| 30  |      | Claudine Gay            | 2023–2024                                             | 6 luni și 1 zi                                                                                     | Primul președinte negru. |
| –   |      | Alan Garber             | 2024– (interimar)                                     | 1 an, 2 luni și 24 zile                                                                            | [ 45 ] |